# Ouachita
Ouachita, Pleme američkih Indijanaca porodice Caddoan naseljeni u 17. stoljeću duž istoimene rijeke u sjeveroistočnoj Louisiani, nedaleko od današnje Columbije. Ouachite su s Yatasima, Natchitoches i Doustionima bili jedno od plemena konfederacije Natchitoches. Ovo pleme se nakon 1690. u povijesti više ne spominju sve do suvremenijih dana kada se javljaju pod imenom Revived Ouachita Indians of Arkansas & America. Peticiju za federalnim priznanjem pišu 25 travnja 1990., ali s gotovo mrtvom organizacijom, šanse da budu priznati kao pleme su veoma malene. Kulturno su pripadali Jugoistočnim ratarima.

## Vanjske poveznice
- The Ouachita  Arhivirana inačica izvorne stranice od 31. prosinca 2009. (Wayback Machine)
- Ouachita Parish  Arhivirana inačica izvorne stranice od 1. prosinca 2007. (Wayback Machine)